# Meir Agassi
Meir Agassi (in ebraico מאיר אגסי‎?) (Ramat Hakovesh, 1947 – Didcot, 31 gennaio 1998) è stato uno scrittore e pittore israeliano.

## Biografia
Pittore, critico d'arte, editore, poeta e romanziere, Agassi iniziò a studiare disegno a 14 anni. Durante il servizio militare, fu assegnato ad attività teatrali e radiofoniche nell'esercito israeliano. In seguito studiò arte al Camden Arts Centre di Londra.
Agassi pubblicò la sua prima opera nel 1968 ed ebbe la sua prima mostra personale a Tel Aviv nel 1971. Fu editore e curatore di una rivista di cultura ed arte, e coeditore di Monitin, un popolare settimanale israeliano. Nel 1983 Agassi si trasferì a Bristol, in Inghilterra. Collezionava libri antichi, cartoline e documenti d'epoca, e li esibiva insieme a disegni e fotografie al "Meir Agassi Museum" che aveva aperto a casa sua a Bristol.

## Opere in ebraico
- Ananim Mefaslim Tzurot (ingl. Clouds Sculpt Shapes) - poesie, Hakibbutz Hameuchad, 1969
- Ha-Gevaot Ha-Shchorot Shel Dakota (ingl. The Black Hills of Dakota) - romanzo, Zmora Bitan 1987
- Yehiel Shemi's Papers (documentazione), The Ramat Gan Museum for Israeli Art 1998
- Ha-Cad Mi-Tennesi: Osef Maamarim Al Omanut 1973-1997 (ingl. The Jar from Tennessee) - saggi, Am Oved 2008